# Maizey
Maizey település Franciaországban, Meuse megyében. Lakosainak száma 159 fő (2022. január 1.). Maizey Bannoncourt, Chauvoncourt, Dompcevrin, Lamorville, Les Paroches, Rouvrois-sur-Meuse, Saint-Mihiel és Valbois községekkel határos.

## Népesség
A település népességének változása:
| Lakosok száma | 157  | 185  | 179  | 185  | 169  | 167  | 165  | 165  | 167  | 159  |
|               | 1968 | 1982 | 1990 | 2006 | 2013 | 2015 | 2017 | 2019 | 2020 | 2022 |